# Parteni del Gavaldà
Parteni del Gavaldà o Parteni de Javoux, fou bisbe de Javoux. Fou el primer que es va fer dir bisbe del Gavaldà. Va governar la seu des de vers el 561 al 584 i va succeir a Evanti de Javoux.
El bisbe Parteni fou probablement l'autor de la supressió d'un antic costum pagà que es mantenia al Gavaldà a la muntanya anomenada Helanus, al costat d'un estany, on cada any un dia determinat s'hi reunia la gent de la rodalia i cadascun segons podia, a manera de sacrifici envers l'estany, tirava a l'aigua el que podia, una la roba o robes, i altres peces de tela, formatge, pa o cera. La festa durava tres dies sencers i s'acompanyava del sacrifici d'animals, alegries i banquets (pels que portaven les provisions que calien); al quart dia quan ja retornaven a casa es produïa una turmenta acompanyada de llamps i trons seguida de pluja abundant que feia lliscar fins i tot grans pedres de la muntanya. El bisbe no considerava adequada aquesta festa i un dia va sortir de la seva residència que era a Javoux (Gabalum) i va anar a la muntanya assenyalada quan se celebrava la festa; el bisbe no va deixar de fer tot el possible per allunyar als participants de la festa, però les seves predicacions no van tenir cap efecte. Llavors va decidir construir a la vora de l'estany una església sota invocació de Sant Hilari de Poitiers, i hi va portar algunes relíquies del sant. Tot seguit, ple de confiança, va amenaçar als seus diocesans amb la còlera de Déu si continuaven les cerimònies profanes, ja que l'estany no els podia donar res, mentre que si es posaven sota advocació de l'església obtendrien les gràcies del cel; el poble es va sentir afectat i es va penedir i van oferir a l'església el que havien destinat per l'estany. Gregori de Tours atribueix el canvi d'actitud als mèrits del bisbe i a la virtut de les relíquies del sant Hilari de Poitiers i assegura que després de posar aquestes a l'església ja no es va tornar a veure mai més cap mal oratge amb llamps i trons com passava abans. Encara modernament hi ha la parròquia de Sant Hilari a la muntanya de Losera (Lozère) una de les més altes dels Cévennes, el que fa pensar que aquesta muntanya era el mont Helanus de situació desconeguda.
Va tenir un conflicte greu amb el comte Pal·ladi del Gavaldà. Parteni va sostenir els drets de la seva església contra el comte i les seves injustícies. El comte pel seu costat no estava disposat a tolerar les queixes del prelat al que va acusar de diversos crims i el poble es va dividir entre el partit del comte i el del bisbe. Sigebert I, rei d'Austràsia, el sobirà del comte i el bisbe, fou informat de la situació i els va cridar a la cort per donar compte de la seva conducte, però ni davant del rei es va poder posar fi a la querella; la situació va arribar a un punt extrem quan Pal·ladi va acusar Parteni directament davant el rei i tota la seva cort, de diversos crims dels més infames; no se sap quin judici va establir el rei en aquest afer però sembla que ambdós van retornar al Gavaldà, si bé Pal·ladi no va gaudir gaire temps del càrrec, ja que Romà, un natiu d'Alvèrnia que volia el càrrec de comte del Gavaldà, va intrigar i va aconseguir la deposició de Pal·ladi l'any següent, si bé no consta pas que aquest Romà ocupés el seu lloc i realment sembla que no fou nomenat.

## Nota
1. ↑  si no fou Parteni fou el seu predecessor Evanti de Javoux